# 최강록
최강록(1978년~)은 대한민국의 요리연구가다.

## 방송
- 마스터셰프 코리아 2 (2013) - 우승
- 최강食록 (2013) - 진행
- 흑백요리사 (2024) - 출연

## 도서
- 최강록 레시피 노트({어제의 맛/오늘의 요리/내일의 메뉴}) (2014)
- 이건 왜 맛있는 걸까(최강록의 맛 공작소) (2015)
- 돈가스의 기술(도쿄 맛집 여덟 곳의 특급 레시피) (2020)